# Isla Piana
La Isla Piana (en italiano: Isola Piana) es una isla que forma parte del archipiélago de Sulcis en la parte suroccidental de Cerdeña en el país europeo de Italia.
La isla tiene una superficie de 22 hectáreas y un perímetro de 1,8 km, se encuentra a menos de un kilómetro al noreste de la isla de San Pietro.
La Isla Piana es de propiedad privada. Para acceder a la isla se debe hacer un registro en la Oficina de Administración en el puerto. La isla es un condominio exclusivo que incluye geográficamente toda la isla, se compone de espacios y residencias privadas, lugares de uso común y servicios, con energía y las reservas de agua. 